# Affektiv polarisering
Affektiv polarisering (på engelsk affective polarization) er et politologisk begreb, som dækker over, at individer typisk udviser mere negative følelser over for politiske modstandere end politisk ligesindede. Politiske modstandere og ligesindede skal i denne sammenhæng forstås bredt som politiske partier, partitilhængere og politikere. Affektiv polarisering defineres i litteraturen som forskellen i følelserne over for ens partifæller og modstandere. Teorien om affektiv polarisering tager afsæt i social identitetsteori, hvor ens partitilhørsforhold betragtes som en selvstændig social gruppeidentitet på linje med race, religion eller etnicitet.
Begrebet affektiv polarisering bør ikke forveksles med ideologisk polarisering, der kan forstås som graden af holdningsmæssig uenighed mellem forskellige partiers vælgere. Affektiv polarisering er af mere følelsesmæssig karakter, da man udelukkende ser på, om individet har forskellige følelser over for partifæller og modstandere.

## Affektiv polarisering tager afsæt i social identitetsteori
Teorien om affektiv polarisering bygger på social identitetsteori, hvor antagelsen er, at ens partitilhørsforhold kan betragtes som en selvstændig social gruppeidentitet på linje med race, religion eller etnicitet. Sociale gruppeidentiteter opstår, når mennesker har en følelsesmæssig tilknytning til andre personer, der alle opfatter hinanden som medlemmer af den samme sociale gruppe. Gruppeidentiteten indgår som en del af individets selvopfattelse, da gruppens omdømme kan have en stor betydning for individets selvværd. 
Men hvordan opstår denne selvstændige gruppeidentitet? En række politologer påpeger, at sociale gruppeidentiteter i samfundet (f.eks. socialklasse eller profession) er den egentlige drivkraft bag dannelsen af politiske partier. For eksempel var arbejderklassen drivkraften bag dannelsen af Socialdemokratiet, mens bønderne var en af drivkræfterne bag dannelsen af partiet Venstre. Den stærke politiske konkurrence mellem partierne medfører, at partitilhørsforholdet med tiden bliver en selvstændig social gruppeidentitet, mens den oprindelige sociale gruppeidentitet (f.eks. socialklasse) træder i baggrunden og bliver mindre salient i vælgernes bevidsthed. Denne iagttagelse stemmer overens med tidligere studier, som viser, at mange vælgere i Europa og USA betragter partitilhørsforholdet som en selvstændig social gruppeidentitet på linje med race, religion eller etnicitet. Denne forståelse af partitilhørsforhold står i modsætning til rational-choice tilgangen, hvor antagelsen er, at vælgerne er tilhængere af det politiske parti, som på bedst mulig vis kan varetage deres politiske interesser.
Opfattelsen af partitilhørsforholdet som en selvstændig social gruppeidentitet kan være med til at forklare, hvorfor partitilhængerne er affektivt polariserede. Ifølge social identitetsteori afhænger individets egen selvopfattelse af gruppens omdømme og status, og man er derfor interesseret i at beskytte og fremme gruppen. Behovet for en positiv selvopfattelse medfører, at individet favoriserer sin egen sociale gruppe og nedvurderer andre sociale grupper. Denne differentiering medfører en følelsesmæssig bias, hvor individet har mere positive følelser over for sin egen sociale gruppe og mere negative følelser over for den rivaliserende gruppe. 
Et eksperimentelt studie viser, at selv arbitrære gruppeinddelinger af forsøgsdeltagere kan føre til en bevidst gruppediskrimination, hvor individet favoriserer sin egen gruppe (i den videnskabelige litteratur benævnt in-group) og forfordeler den anden gruppe (i litterature benævnt out-group). I et kendt studie fra 1970'erne blev 64 skoledrenge i aldersgruppen 14-15 år - som alle kendte hinanden i forvejen - bedt om at vurdere antallet af prikker på en skærm. Deltagerne blev efterfølgende inddelt i to arbitrære grupper, hvor den ene gruppe havde "overestimeret antallet af prikker", mens den anden gruppe havde "underestimeret antallet af prikker". Derefter blev de bedt om at give et pengebeløb til de andre deltagere, og det viste sig, at individet gav flere penge til sin egen gruppe og færre til den anden gruppe. Resultatet viste, at selv tilfældigt genererede gruppeidentiteter kan skabe negative følelser over for den rivaliserende gruppe og positive følelser over for ens egen gruppe.